# Байгара Куттыбайулы
Байгара́ бий Куттыба́йулы (каз. Байғара Құттыбайұлы, Baygara Quttybayuly), (1699, территория современной Южно-Казахстанской области, бассейн р. Сырдарья — 1775 близ современного села Сарыарка Аягозского района Восточно-Казахстанской области) — казахский бий, акын и оратор.

## Биография
Байгара бий — выходец из рода Сыбан племени Найман (Средний жуз). Отцом Байгара бий был Куттыбай бий — казахский оратор и дипломат, прозванный в народе «Ку Дауысты» или «Лебединоголосый» (Златоуст). Дедом его был Нарынбай бий — также известный в казахской степи государственный деятель, оратор, бек (правитель) Ташкента.
Байгара бий воспитывался в образованной среде, и следуя традициям предков, рано начал участвовать в управлении. С ранних лет Байгара бий прослыл человеком большого ума, святости, защитником обездоленных и был широко известен как справедливый, беспристрастный судья. Судил и учил изустно, проводя свои процессы исключительно в форме стихотворной импровизации — толгау.
В своем творчестве затрагивал сложные проблемы бытия, воспитания нового поколения, общественных и социальных взаимоотношений. В народе стал широко известен как неизменный победитель айтысов — состязаний биев и акынов, как автор целого ряда исполненных философских размышлений жыров, отличающихся новаторством в интерпретации и сочностью красок гаклий (слов назиданий), а также многочисленных толгау (буквально — дума, размышление).
Был воспет в стихах акынов Дулата Бабатайулы и Асета Найманбайулы как защитник вдов и сирот. Кроме того, он был упомянут в айтысе Биржана и Сары, в котором он выступает как незаурядная личность своего времени и где подчеркивается его огромная популярность в народе.

## Увековечение памяти
Захоронен в местечке Акши в 4 километрах от села Сарыарка. На месте захоронения был воздвигнут мавзолей, который был исследован в 1991 году экспедицией из Алматинской архитектурно-строительной академии (рук. Байтенов Е.М.). Рядом с ним был захоронен его сын Актайлак бий. В годы независимости Республики Казахстан (в 2000 г.), в низовьях гор Кайракты на возвышенности возле слияния рек Балтакара и Кайракты, где похоронены останки этих биев, был построен новый мавзолей. Место захоронение биев является местом паломничества для местных жителей.